# Liste des ambassadeurs de France au Lesotho
La représentation diplomatique de la République française au Lesotho est située à l'ambassade de France à Pretoria, capitale de l'Afrique du Sud, et son ambassadeur est, depuis 2023, David Martinon.

## Représentation diplomatique de la France
Les relations politiques entre le Lesotho et la France sont anciennes, lorsque les premiers missionnaires protestants arrivent dans le pays en 1820, mais peu développées. Ancien protectorat britannique depuis 1868, le Basutoland reste sous contrôle de la Grande-Bretagne même après la création de l'Union de l'Afrique du Sud en 1910 et de la république d'Afrique du Sud en 1961. C'est en 1966 que le pays accède à l'indépendance, prenant le nom de Lesotho. La France nomme un ambassadeur dès 1967, mais aucun n'y est résident. 

## Ambassadeurs de France au Lesotho
| De   | À    | Ambassadeur                           | Résidence |
| ---- | ---- | ------------------------------------- | --------- |
| 1967 | 1968 | Georges Balaÿ                         | Pretoria  |
| 1968 | 1970 | Philippe de Luze                      | Pretoria  |
| 1970 | 1972 | Édouard Hutt                          | Lusaka    |
| 1972 | 1977 | Gérard Le Saige de La Villesbrunne    | Lusaka    |
| 1977 | 1981 | Paul Blanc                            | Maputo    |
| 1981 | 1985 | Bernard Boyer                         | Maputo    |
| 1985 | 1987 | Gérard Serre                          | Maputo    |
| 1987 | 1991 | Gérard Cros                           | Maputo    |
| 1991 | 1994 | Daniel Jouanneau                      | Maputo    |
| 1994 | 1996 | Joelle Lombard-Platet épouse Bourgois | Pretoria  |
| 1996 | 2002 | Tristan d'Albis                       | Pretoria  |
| 2002 | 2003 | Jean Cadet                            | Pretoria  |
| 2003 | 2006 | Jean Félix-Paganon                    | Pretoria  |
| 2006 | 2009 | Denis Pietton                         | Pretoria  |
| 2010 | 2013 | Jacques Lapouge                       | Pretoria  |
| 2013 | 2017 | Élisabeth Barbier                     | Pretoria  |
| 2017 | 2020 | Christophe Farnaud                    | Pretoria  |
| 2020 | 2023 | Aurélien Lechevallier (en)            | Pretoria  |
| 2023 | auj. | David Martinon                        | Pretoria  |

## Consulats
Il existe un consul honoraire exerçant à Maseru, capitale du Lesotho. C'est actuellement le directeur de l'Alliance française, Jean-Yves Carnino.